# Mucuna oligoplax
Mucuna oligoplax är en ärtväxtart som beskrevs av Wilmot-dear. Mucuna oligoplax ingår i släktet Mucuna och familjen ärtväxter. Inga underarter finns listade i Catalogue of Life.